# Saint-Jean-de-Crieulon
Saint-Jean-de-Crieulon é uma comuna francesa na região administrativa de Occitânia, no departamento de Gard. Estende-se por uma área de 5,57 km². Em 2010 a comuna tinha 245 habitantes (densidade: 44 hab./km²).